# Callistemon kenmorrisonii
Callistemon kenmorrisonii conocida en inglés con el nombre común de (Betka bottlebrush) es un arbusto perteneciente a la familia Myrtaceae. Es originaria de Victoria en Australia.

## Descripción
Es un arbusto que tiene una disposición vertical o angular y que crece hasta alcanzar entre 1 a 3 metros de altura y de 1 a 4 metros de ancho. Tiene la corteza de color gris que aparece en blanco por debajo de ésta. Su nuevos brotes son inicialmente de color rosa, convirtiéndose en azul-verdoso y, finalmente, con un verde sin brillo. Las hojas son rígidas e irregularmente alineadas como resultado de sus pecíolos torcidos. Las inflorescencias de color rojo aparecen entre noviembre y febrero en las especies nativas. Estas son seguidas por las frutas, leñosas que se encuentran parcialmente incrustadas dentro de la espiga.

## Distribución
Esta especie se encuentra en matorrales ribereños en un área de bosques del Estado en la parte superior del Río Betka cerca de Genoa en East Gippsland. Hay dos colonias con una población total de entre 90 a 130 plantas.

## Taxonomía
La especie fue descrita formalmente por primera vez en Muelleria en 1995 Bill Molyneux.
Etimología
Callistemon: nombre genérico que proviene del griego, y significa de "estambres hermosos", aludiendo a lo espectacular de sus inflorescencias.
kenmorrisonii epíteto que fue nombrado en honor de Kenneth Eugene Morrison, un guarda del Croajingolong National Park.